# Pedostibes tuberculosus
Espèce
Statut de conservation UICN

 EN B1ab(iii) : En danger
Pedostibes tuberculosus est une espèce d'amphibiens de la famille des Bufonidae.

## Répartition
Cette espèce est endémique d'Inde. Elle se rencontre du Maharashtra au Kerala entre 300 et 1 800 m d'altitude dans les Ghâts occidentaux.

## Description

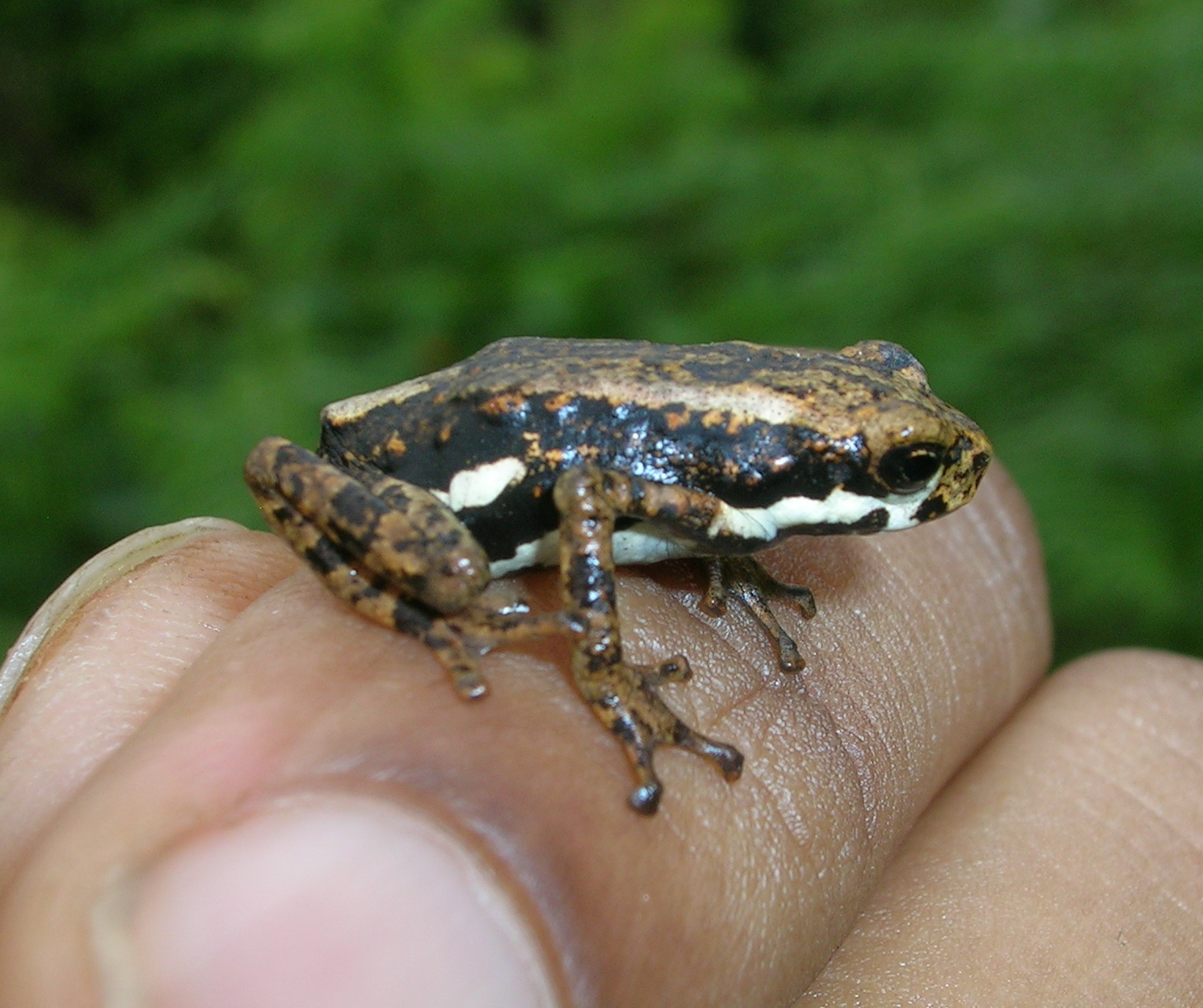
Pedostibes tuberculosus

L'holotype mesure 35 mm.

## Photographies

A, B et C : crapaud de Boulanger D, E et F : Pedostibes tuberculosus

A : Crapaud de Boulanger femelle de Malaisie ; dans le coin à droite, un mâle de Bornéo coassant ;
B : Couple de crapauds de Boulanger de Malaisie en train de se reproduire, le mâle est sur la femelle ;
C : Femelle de crapaud de Boulanger de Malaisie en train de pondre dans l'eau des œufs liés entre eux en cordons.
D : Crapaud Pedostibes tuberculosus d'Inde coassant ;
E : Couple de crapauds Pedostibes tuberculosus d'Inde en train de se reproduire, le mâle est sur la femelle ;
F : Œufs de Pedostibes tuberculosus flottant sur l'eau.

## Publication originale
- Günther, 1876 "1875" : Third report on collection of Indian reptiles obtained by British Museum. Proceedings of the Zoological Society of London, vol. 1875, p. 567-577 (texte intégral).